# Autoroute A-3 (Espagne)

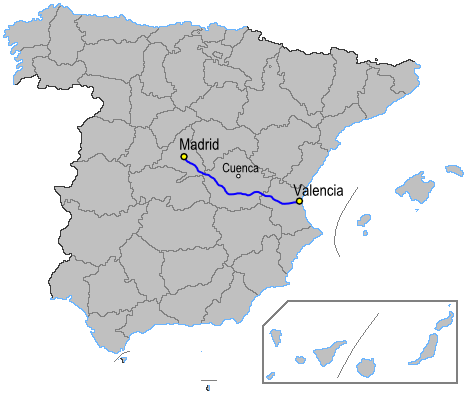
Localisation de l'A-3 sur le territoire espagnol

Pour les articles homonymes, voir A-3, Autoroute A3 et Autoroute de l'Est.
L'Autovía del Este A-3 est une des six routes radiales à grande capacité d'Espagne qui partent de Madrid.
C'est une autovia (voie rapide) qui permet de relier la capitale de l'Espagne avec Valence, la 3e ville du pays, sur la côte méditerraneenne.
L'A-3 est une autoroute qui était très empruntée car c'était la seule à relier Madrid au Levant espagnol (Valence, Castellón de la Plana, Alicante et Murcie) ainsi que le port de Valence qui a eu une activité de plus en plus important pendant ces dernières années.
Depuis l'ouverture de l'autoroute à péage AP-36 (Madrid - Levant espagnol), l'usage de l'A-3 est devenu moins intensif car l'AP-36 a permis de donner des alternatives aux automobilistes à destination d'Alicante et de Murcie.

## Histoire
La voie rapide A-3 est l'évolution de l'ancienne route nationale N-III qui a été doublée à partir des années 1990 ; par conséquent, son parcours dans les sections les plus anciennes présente des virages et des pentes prononcées, tandis que les sections les plus nouvelles n'ont pas de différences avec une autoroute, avec un parcours conçu de zéro. C'est le cas de la section Atalaya del Cañavate - Utiel - Bunyol - Chiva, la sous-section Atalaya - Utiel (la plus récente) étant inaugurée en 1998.
Aussi remarquables sont les sections de la variante de Perales de Tajuña (à parcours de nouvelle conception depuis le dédoublement de la N-III, avec chaussée originale en béton) et Bunyol - Siete Aguas, avec fortes pentes du plus du 5 % et un viaduc de près de 2 km de longueur.

## Projet
Le gouvernement espagnol a lancé un ambitieux projet pour les infrastructures du pays qui s'intitule Réforme des voies rapides de première génération (Reforma de la autovias de primera generacion)

Ce projet consiste à reformer les voies rapides dites de première génération (construites dans les années 1980) sur certains sections avec le fournissement de nouveau revêtement, amélioration des accès à l'autovia (voie d'accélération et de décélérations plus longue), amélioration des certaines courbes (tunnel et pont).

Le gouvernement prévoit de réformer l'A-3 sur 176 km entre Madrid et Atalaya del Cañavate, la partie la plus ancienne et pourtant celle qui supporte un usage plus intensif.

## Parcours
- La voie rapide A-3 débute à l'Avenue de la Méditerranée, à l'est de Madrid, tandis que le « km zéro » se trouve à la place de Puerta del Sol, ce « km zéro » étant commun à toutes les anciennes routes radiales de l'Espagne. L'A-3 ne devient une voie rapide qu'à partir du km 3, où elle traverse l'autoroute urbaine M-30 (Périphérique de Madrid).
- Jusqu'à Arganda del Rey, la voie rapide dessert les différentes Z.I. de l'est de l'agglomération entre la M-30 et la M-50 (Périphérique de l'agglomération de Madrid). Dans cette section la configuration est de 2 × 3 voies.
- Après Arganda del Rey, l'autoroute rejoint l'autoroute radiale à péage R-3 (Madrid - Arganda del Rey) et poursuit son chemin en direction de Tarancón dans la communauté de Castille-La Manche où elle croisera l'A-40 (Avila - Teruel) lorsqu'elle sera construite.
- 90 km plus loin, vont se déconnecter de l'A-3, l'A-43 (Communauté valencienne - Estrémadure) et l'A-31 (Honrubia - Alicante).
- Dans la Communauté valencienne, l'A-3 contourne Utiel et Requena par le sud, et après Siete Aguas descend avec une forte pente près de Bunyol pour ensuite se diriger vers l'agglomération de Valence, tout en croisant l'A-7. Près de sa fin, elle contourne l'aéroport de Valence par le sud et enfin croise la V-30 (Périphérique de Valence) pour se terminer à l'Avenue du Cid.

## Sorties
De Madrid à Valence
| Sorties          | Villes                                                                           |              |
| ---------------- | -------------------------------------------------------------------------------- | ------------ |
|                  | Premier Périphérique de Madrid Madrid-Avenida del Mediterràneo                   | M-30         |
| 05               | Numancia - Moratalaz - San Antón                                                 |              |
|                  | Toutes directions - Deuxième Périphérique de Madrid                              | M-40         |
| 13               | Vallecas                                                                         |              |
|                  | Toutes directions                                                                | M-45         |
|                  | Toutes directions - Troisième Périphérique de Madrid                             | M-50         |
| 15               | Rivas-Vaciamadrid                                                                |              |
| 16               | Soto Pajares - Morata de Tajuña                                                  | M-832        |
| 17               | Arganda del Rey Est                                                              | M-300 M-3506 |
| 18               | Arganda del Rey Sud - Morata de Tajuña                                           | M-313        |
| 19               | Arganda del Rey Ouest                                                            |              |
|                  | Madrid                                                                           | R-3          |
| 21               | Campo Real - Peralas de Tajuña                                                   | M-220        |
| Aire de service  |                                                                                  |              |
| 23               | Peralas de Tajuña                                                                |              |
| 24               | Villarejo de Salvanés - Valdelaguna                                              | M-316 M-404  |
| 25               | Villarejo de Salvanés - Belmonte de Tajo - Valdaracete                           | M-220 M-404  |
| Aire de service  |                                                                                  |              |
| 27               | Valdaracete - Fuentidueña de Tajo                                                | M-230 M-831  |
| 28               | Fuentidueña de Tajo - Estremera, Villamanrique de Tajo                           | M-240 M-326  |
| 30               | Estremera - Zarza de Tajo                                                        | M-241 M-328  |
| Aire de service  |                                                                                  |              |
| 32               | Belinchón                                                                        |              |
| Aire de service  |                                                                                  |              |
| 34               | Tarancón - Ocaña - Tolède                                                        | N-400        |
| 35               | Tarancón - Fuente de Pedro Naharro                                               | CM-200       |
|                  | Avila - Tolède Cuenca - Teruel                                                   | A-40         |
| 37               | Tribaldos - Uclés                                                                |              |
| 38               | Villarrubio - Almendros - Torrubia del Campo                                     | CM-3011      |
| 39               | Saelices - Carrascosa del Campo - Villamayor de Santiago - Segóbriga             | CM-310       |
| Aire de service  |                                                                                  |              |
| 41               | Almonacid del Marquesado - El Hito                                               |              |
| 42               | Montalbo - Palomares del Campo - Villarejo de Fuentes                            |              |
| 43               | Zafra de Záncara - Villar de Cañas                                               |              |
| 44               | Villares del Saz - Villar de Cañas                                               |              |
| 45               | Villares del Saz - Villarejo - Periesteban                                       | N-IIIa       |
| 46               | Cervera del Llano - Olivares de Júcar - Belmontejo                               | CM-2103      |
| 47               | La Hinojosa - Montalbanejo                                                       | N-IIIa       |
| 48               | La Almarcha - Cuenca - Belmonte Mota del Cuervo - Alcázar de San Juan            | N-420        |
| 49               | La Almarcha                                                                      | N-IIIa       |
| 50               | Castillo de Garcimuñoz                                                           |              |
| Aire de service  |                                                                                  |              |
| 52               | Honrubia - Santa María del Campo Rus - Torrubia del Castillo - El Cañavate       | CM-3112      |
| 53               | Cañada Juncosa - Atalaya del Cañavate                                            |              |
|                  | Albacete - Alicante - Murcie A-30 Ciudad Real - Madrid AP-36                     | A-31 A-43    |
| 56               | Tébar - Alarcón - El Picazo                                                      |              |
| 57               | Motilla del Palancar - Villagordo del Júcar                                      |              |
| 58               | Cuenca - Albacete - La Gineta                                                    | N-320        |
|                  | Cuenca - Albacete                                                                | CM-45        |
| 61               | Castillejo de Iniesta                                                            | N-III        |
| 62               | Graja de Iniesta - Iniesta, Ledaña - Villanueva de la Jara                       |              |
| 63               | Minglanilla - Villalpardo                                                        | CM-3201      |
| 64               | Minglanilla - Campillo de Altobuey                                               |              |
| 65               | Villargordo del Cabriel                                                          |              |
| 66               | Fuenterrobles - Jaraguas                                                         |              |
| 67               | Venta del Moro - Caudete de las Fuentes                                          |              |
| 68               | Caudete de las Fuentes                                                           |              |
| 69               | Utiel                                                                            |              |
| 70               | Teruel - Utiel                                                                   | N-330        |
| 71               | San Antonio - San Juan                                                           | CV-448       |
| Aire de service  |                                                                                  |              |
| 73               | Requena Ouest                                                                    | N-III        |
| 74               | Requena Centre - Chera                                                           |              |
| 75               | Requena Est - Albacete - Almansa                                                 | N-322 N-330  |
| 76               | El Rebollar                                                                      |              |
| 'Aire de service |                                                                                  |              |
| 78               | Siete Aguas                                                                      |              |
| 79               | Buñol - Zone Induistriel                                                         | CV-425 N-III |
| 80               | Chiva                                                                            | N-III        |
|                  | Cheste - Lliria CV-35 Alzira Benidorm AP-7 Alcoy A-7                             | CV-50        |
| 81A              | Cheste                                                                           |              |
| 82               | Circuito de Cheste - Urbanizaciones                                              |              |
| 83               | Godelleta                                                                        |              |
| 84               | Riba-Roja del Túria - Loriguilla                                                 |              |
|                  | Alicante - Murcie Castellón de la Plana - Barcelone AP-7                         | A-7          |
| 'Aire de service |                                                                                  |              |
| 86               | Zone Industrielle L'Oliveral                                                     |              |
| 87               | Aldaia - Torrent                                                                 | CV-33        |
| 88               | Manises - Aéroport de Valence Paterna CV-365                                     | V-11         |
| 89               | Aldaia - Quart de Poblet                                                         |              |
|                  | Périphérique de Valence Valence Centre - Port de Valence Valence-Avenida del Cid | V-30         |